# Pierre Grivolas

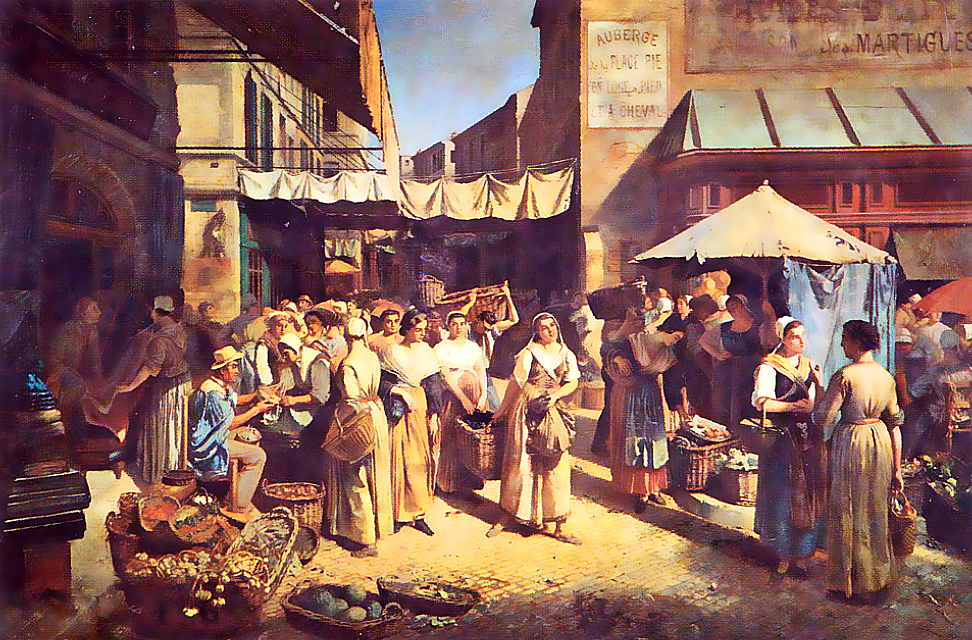
Wochenmarkt in Avignon

Pierre Grivolas (* 2. September 1823 in Avignon; † 5. Februar 1906 ebenda) war ein französischer Landschafts-, Porträt- und Genremaler.

## Leben
Grivolas begann seine künstlerische Ausbildung in den Zeichenkursen in Avignon. 1843 gewann er den ersten Preis des „concours de dessin biennial“ der Fondation Calvet, der mit einem Geldpreis dotiert war, der es ihm ermöglichte, sein Studium in Paris fortzusetzen. Er studierte dort an der École des Beaux-Arts bei Jean-Auguste-Dominique Ingres, Eugène Delacroix und Hippolyte Flandrin.
Bei Ausbruch der Februarrevolution 1848 und Ausrufung der Zweiten Französischen Republik kehrte er nach Avignon zurück und wurde 1854 eines der ersten Mitglieder des Félibrige-Vereinigung zur Förderung der provenzalischen Kultur.
Von 1878 bis zu seinem Tod war Grivolas Direktor der École des Beaux-Arts d’Avignon. Er förderte dort die Freilichtmalerei, begleitete seine Studenten zu Ausflügen nach Les Angles und entlang der Rhone. Ihm wird die Schaffung der Kunstbewegung zugeschrieben, die als „Nouvelle école d’Avignon“ bekannt ist. Zu seinen Schülern gehörten u. a. Auguste Chabaud, Claude Firmin, René Seyssaud, Marius Roux-Renard, Benoit Benoni-Auran, Clément Brun, Auguste Roure, Eugène Martel und Jules Flour.
1894 lud Grivolas seinen jüngsten Bruder Antoine Grivolas (1843–1902), einen Stilllebenmaler, ein, von der Côte d’Azur aus in sein Haus in der Nähe des Mont Ventoux zu übersiedeln. Im folgenden Jahr zogen sie nach Monieux, einem kleinen Dorf am Eingang der Gorges de la Nesque. Die nächste Saison verbrachten sie in Ventouret bei Aurel.
Eine Straße in Avignon wurde nach ihm benannt.